# Blumenau
Pour les articles homonymes, voir Blumenau (homonymie).
Blumenau est une ville brésilienne du nord de l'État de Santa Catarina.

## Généralités

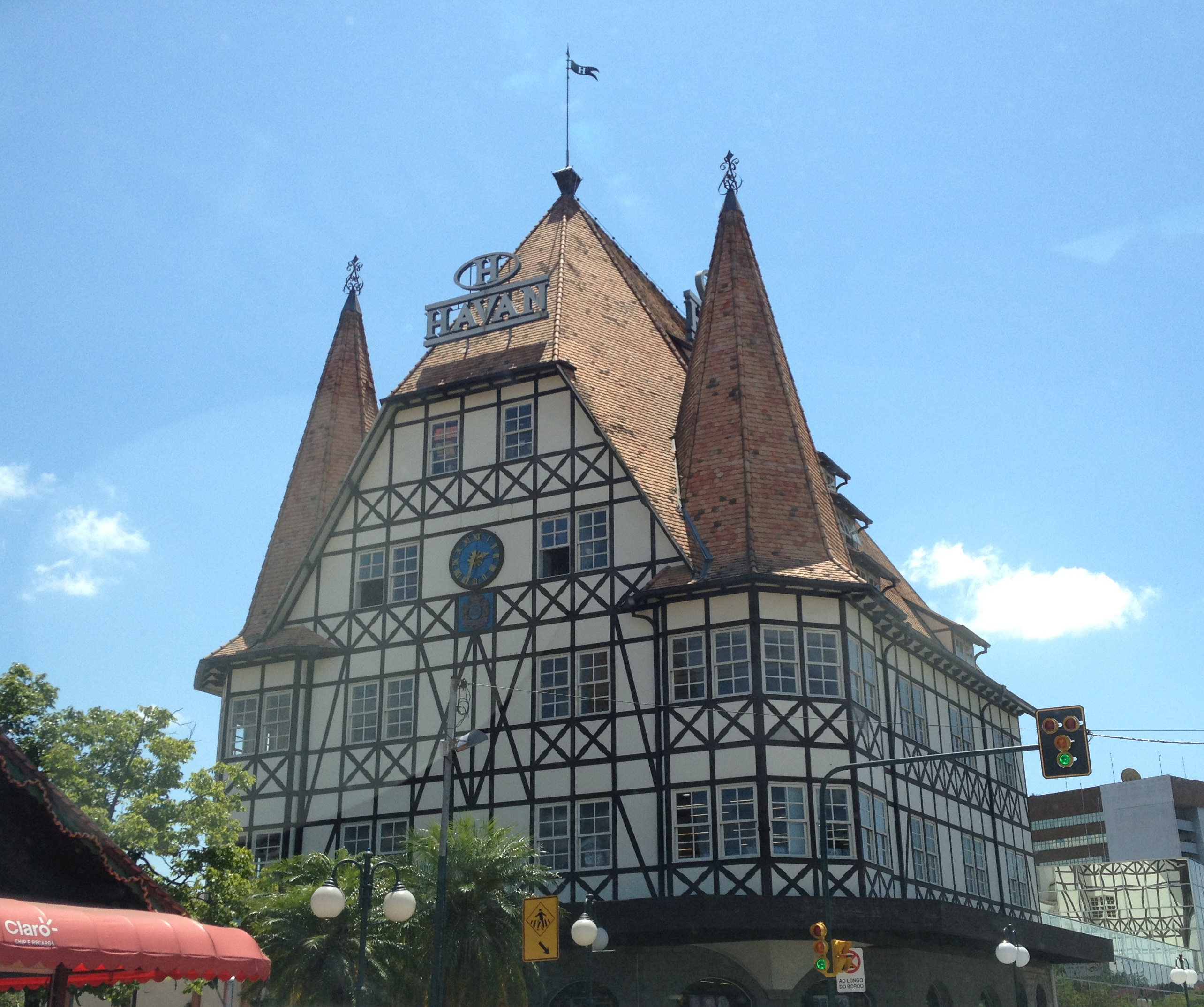
Le petit château Moellmann, réplique de l'hôtel de ville de Michelstadt, Allemagne.

De nos jours, cette ville est célèbre pour maintenir vivantes les coutumes germaniques de ses fondateurs. Elle attire les touristes tant pour son passé historique que pour ses richesses naturelles. Sa principale activité économique reste l'industrie textile. Cependant, la ville se transforme peu à peu en pôle informatique. La production de bières artisanales est aussi en fort développement.
Elle est également le siège d'une université régionale importante (la FURB). Dans le domaine sportif, la ville compte deux principaux clubs de football : le Clube Atlético Metropolitano et le Blumenau Esporte Clube. Le maire actuel est João Paulo Kleinübing.

## Géographie
Blumenau se situe par une latitude de 26° 55' 08" sud et par une longitude de 49° 03' 57" ouest, à une altitude de 21 m, dans la vallée du rio Itajaí, principal fleuve de la région.
Sa population était de 309 214 habitants au recensement de 2010. La municipalité couvre une superficie de 520 km2.
Blumenau est desservi par un aéroport (code AITA : BNU).
Elle est le principal centre urbain de la microrégion de Blumenau, dans la mésorégion de la Vallée du rio Itajaí.
Une partie du territoire de la municipalité fait partie du parc national de la Serra do Itajaí.

## Histoire
La ville a été fondée en 1850 par le docteur Hermann Bruno Otto Blumenau qui lui a donné son nom. Celui-ci a débarqué sur le littoral sud du Brésil à l'embouchure du ribeirão da Velha, le 2 septembre 1850, un dimanche soir, accompagné de 17 autres colons allemands. Il partagea alors les terres entre les colons et ceux-ci construisirent leurs maisons dans un style à colombage typiquement germanique, qui constitue encore aujourd'hui la marque de la ville.

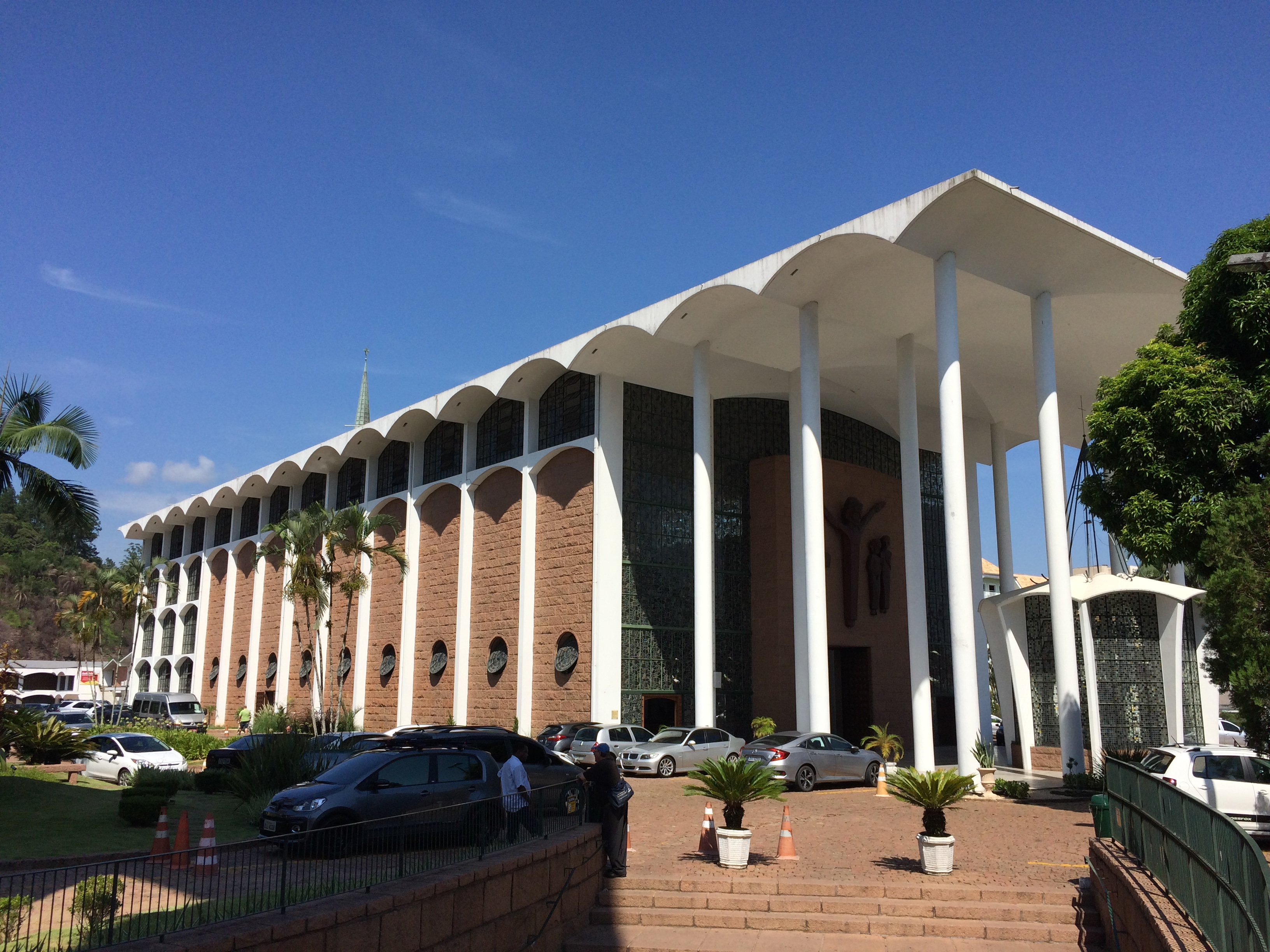
La cathédrale Saint-Paul-Apôtre.

## Situation linguistique
Pendant environ les cent premières années qui suivirent la fondation de la colonie, l'allemand resta la langue prédominante à Blumenau, utilisé d'abord comme langue unique du fait que les premiers colons venaient exclusivement d'Allemagne. Avec l'accroissement de l'immigration en provenance d'autres pays d'Europe et d'autres régions du Brésil, d'autres langues (en particulier l'italien et le polonais) ont également été parlées à Blumenau, mais elles se limitaient aux immigrants respectifs, l'allemand restant lingua franca. Les émigrés germanophones et leurs descendants disposaient d'une bonne infrastructure culturelle : écoles, clubs, théâtres et autres installations du même genre.
Le tableau ci-dessous donne une idée de l'importance de l'allemand deux générations après la fondation de la colonie ; on y voit le nombre d'écoles de Blumenau qui l'utilisaient comme langue d'enseignement.
| Allemand (exclusivement)                                              | 81  |
| Italien (exclusivement)                                               | 17  |
| Allemand et portugais                                                 | 5   |
| Allemand et polonais                                                  | 4   |
| Portugais (exclusivement)                                             | 4   |
| Allemand et italien                                                   | 1   |
| Au total                                                              | 112 |
| Source : "Santa Catarina - 100 anos de historia", Florianópolis, 1997 |     |

Avec la politique de l'Estado Novo (1937-1954) sous le président Getúlio Vargas qui s'était attribué des pouvoirs dictatoriaux, une campagne nationaliste fut menée au Brésil, et elle visait également la communauté germanophone puisque l'État avait mis en place un processus d'assimilation forcée. Quand le Brésil se rangea aux côtés des Alliés pendant la Seconde Guerre mondiale, la situation de la population de langue allemande ne put que s'aggraver. Les écoles où l'on enseignait en allemand furent fermées, l'utilisation de la langue allemande interdite et le portugais introduit à Blumenau. Et pourtant, même si aujourd'hui c'est le portugais qui est la langue prédominante à Blumenau, l'allemand s'est maintenu comme langue courante dans certaines parties de la population.

## Économie
L'industrie textile est une des branches économiques les plus importantes. Entre autres on peut citer la firme Hering, fondée en 1880 par des immigrants allemands à Blumenau et qui produit surtout pour le marché brésilien. En outre, au cours des dernières années, on a vu s'installer en grand nombre dans la ville des entreprises travaillant dans les secteurs de la communication et de l'information. La brasserie Eisenbahn produit à Blumenau de la bière, brassée conformément à la loi de pureté allemande (Reinheitsgebot) et commercialisée dans tout le Brésil par le Groupe Schincariol, une entreprise de boissons bien connue.

## Tourisme

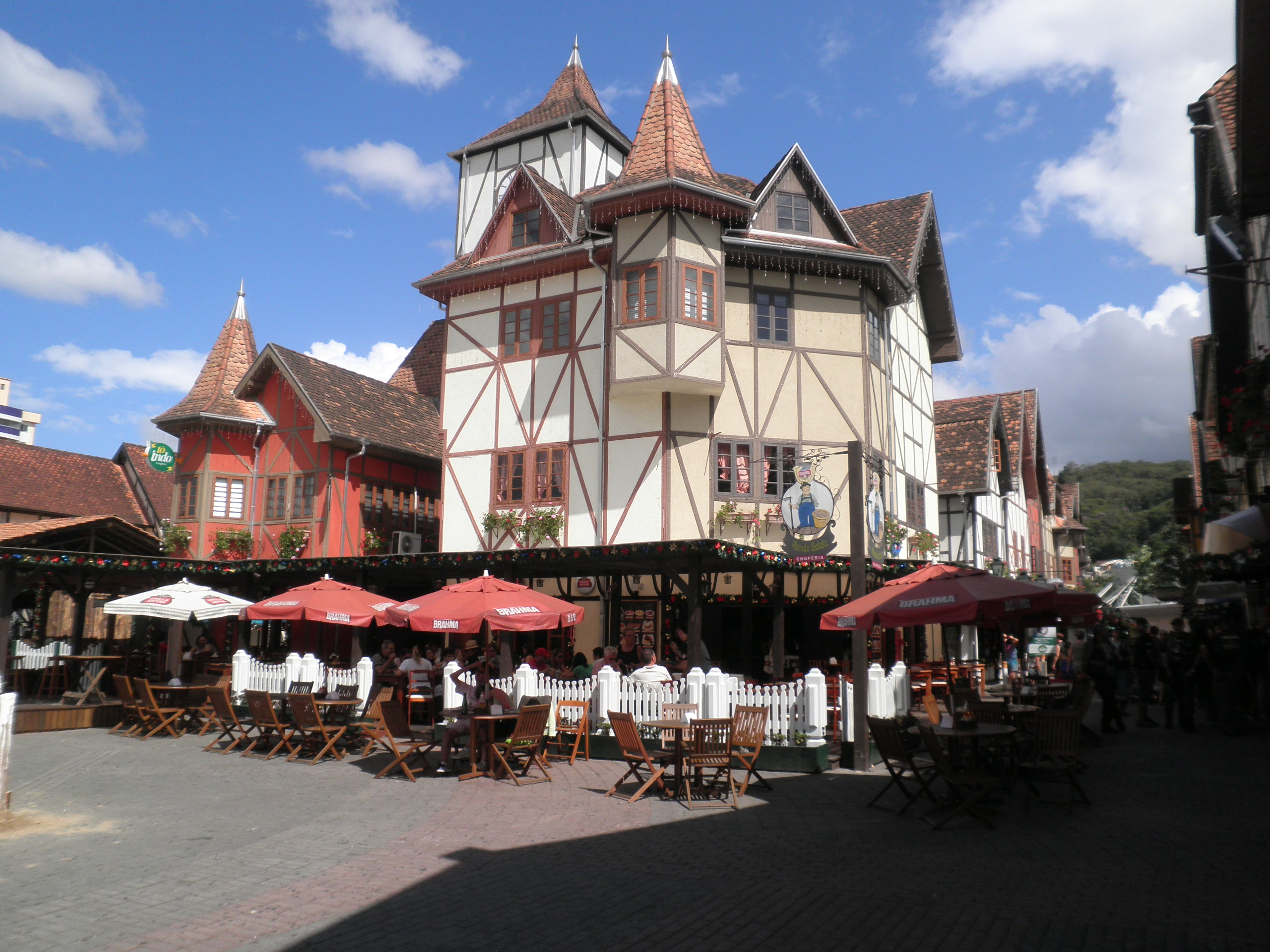
Restaurant à Blumenau.

Le tourisme est pour la ville et pour toute la région un secteur économique important. Sa caractéristique réside dans la cuisine et la culture allemandes qui sont assez exotiques au Brésil. En 1983 a eu lieu la première Oktoberfest de Blumenau à l'instar de celle de Munich. La raison en était qu'il fallait trouver des ressources financières pour les reconstructions nécessaires après la grande inondation de 1983. Au cours de ces dernières années la fête a réuni plus de 600.000 visiteurs, s'établissant en importance comme la deuxième fête populaire après le Carnaval de Rio. Ce succès a fait connaître encore plus la ville en Allemagne, ce qui est important du point de vue touristique.
À cette attractivité contribuent aussi les bâtiments à colombages. Ouverte en 1978, la maison Moellmann est une réplique plus grande que nature de l'Hôtel de Ville de Michelstadt dans la Hesse construit en 1484.
À côté du tourisme et de l'industrie textile, l'industrie de la porcelaine constitue également un secteur économique appréciable. En outre, la ville est la place financière la plus importante dans l'État de Santa Catarina.

## Administration
La municipalité est constituée de trois districts :
- Blumenau (siège du pouvoir municipal)
- Itoupava
- Garcia

## Personnalités liées
- Eduarda Amorim (1986-), joueuse de handball ;
- Caio Bonfim (1991-), athlète spécialiste de la marche ;
- Irineu Bornhausen (1896-1974), homme politique ;
- Bárbara Bruch (1987-), joueuse de volley-ball ;
- Hermann Bruno Otto Blumenau (1819-1899), fondateur de la ville ;
- Udo Deeke (1905-1985), homme politique ;
- Vera Fischer (1951-), actrice ;
- João Geraldo Kuhlmann (1882-1958), botaniste ;
- Ana Moser (1968-), joueuse de volley-ball ;
- Fritz Müller (1821 ou 1822-1897), biologiste ;
- Godofredo de Oliveira Neto (1951-), écrivain ;
- Tiago Splitter (1985-), joueur de basket-ball.
- Le groupe de war-metal Goatpenis (1989-)[6]

## Villes voisines
Blumenau est voisine des municipalités (municípios) suivantes :
- Guabiruba
- Botuverá
- Indaial
- Pomerode
- Jaraguá do Sul
- Massaranduba
- Luiz Alves
- Gaspar

## Jumelages
- Campinas (Brésil)
- Petrópolis (Brésil)
- San Carlos de Bariloche (Argentine)
- Osorno (Chili)
- Macapá (Brésil)
- Posadas (Argentine)